# Dealul Mitropoliei
Dealul Mitropoliei (en romanès: [ˈde̯alul mitropoˈli.ej], Turó Metropolitano), també anomenat Dealul Patriarhiei (IPA: [ˈde̯alul patriarˈhi.ej], Turó del Patriarcat), és un petit turó de Bucarest, Romania i un important punt històric, cultural, arquitectònic, religiós i turístic de la capital nacional. Des del punt de vista religiós, és un dels centres de l'ortodòxia romanesa: la seu del patriarcat romanès i la residència del patriarca es troben aquí.
Una sèrie d'esdeveniments de la història de Romania està íntimament lligada a aquest lloc, ja que fins a l'any 1997, la Cambra de Diputats de Romania així com la Gran Assemblea Nacional es reunien al Palau de la Cambra dels Diputats al complex patriarcal. També aquí, a l'edifici on es va reunir el Divan Príncep, Alexandru Ioan Cuza va ser elegit príncep de Moldàvia i Valàquia.

## Història

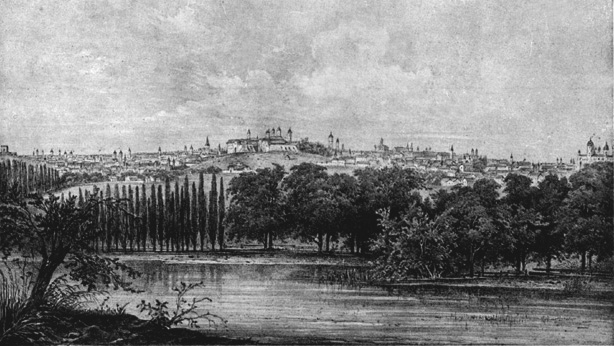
Bucarest a principis del. Dealul Mitropoliei és al centre del dibuix; Curtea Arsă a l'esquerra i el monestir Radu Vodă a la dreta (dibuix de R. Bielitz)

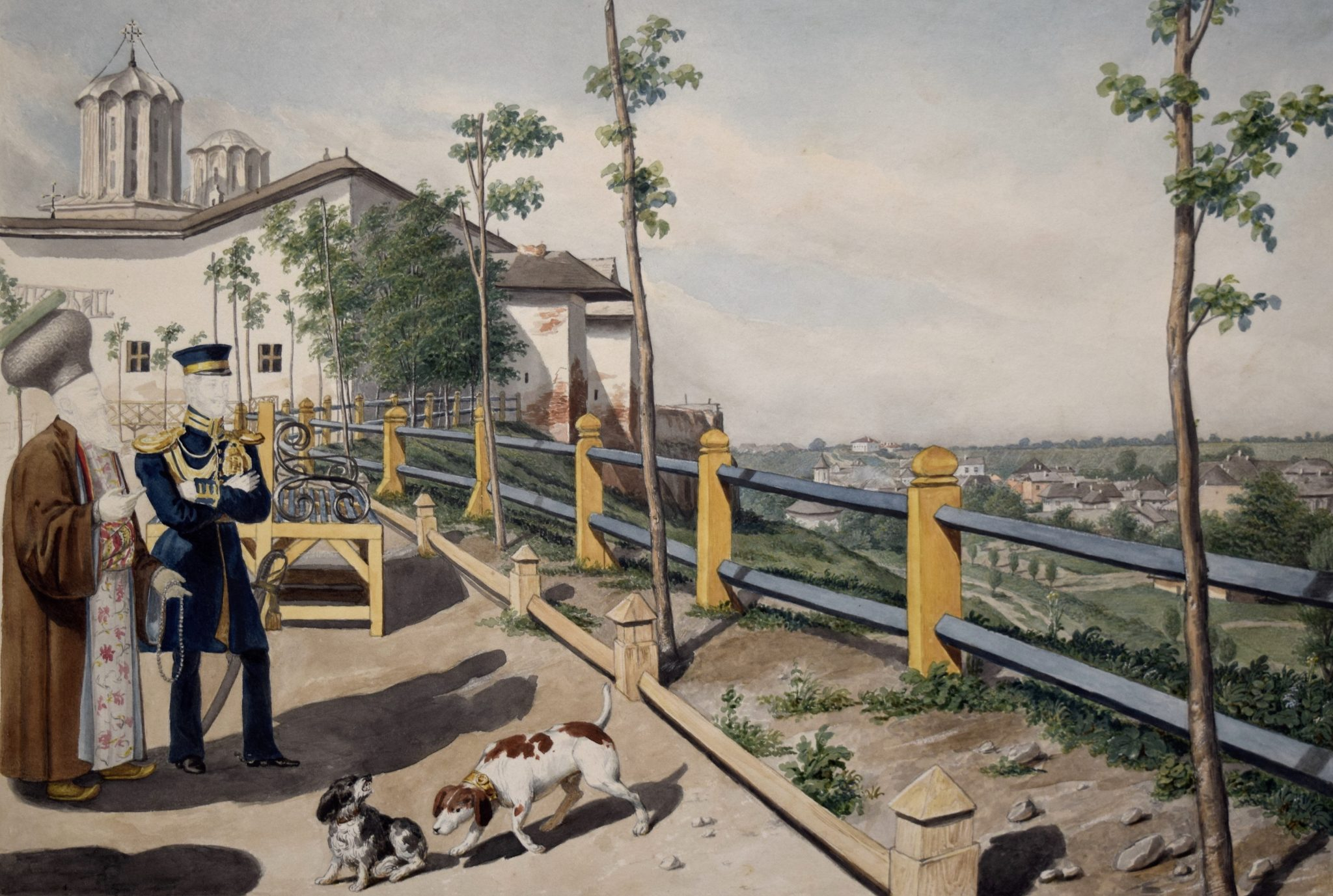
Escena dalt del turó de 1832

Cap a l'any 1650 el turó estava cobert de vinyes propietat dels voivodes del país. El conjunt monàstic estava envoltat de muralles, com una ciutadella; a partir de 1698, l'accés al pati del monestir va ser proporcionat pel campanar construït per Constantin Brâncoveanu. Tres creus de pedra es trobaven dins del pati: una en memòria del metropolità Teodosie (m. 1708), una altra en honor al general Miloradovich (m. 1825) i una commemorativa de la revolta dels seimeni de 1655, durant el regnat de Constantin Şerban, contra els boiars. Els seimeni eren un regiment de 2.000 soldats estrangers, elaborat pel príncep, la missió dels quals era lluitar en guerres estrangeres. Durant aquesta revolta Papa Brâncoveanu, el pare de Constantin, va ser assassinat. Preda, el pare del papa, després assassinat per Radu Mihnea, va aixecar una creu de fusta al lloc on va morir el seu fill. Més tard, un dels fills de Constantin Brâncoveanu, Constantin Beizadea, va substituir la creu de fusta per una de pedra, encara conservada, amb una inscripció que afirmava que va ser construïda el 20 de juliol de 1713.
L'any 1859, l'elecció d'Alexandre John Cuza com a príncep de Moldàvia i Valàquia va ser rebuda amb una aclamació generalitzada pels habitants de les dues províncies. Tanmateix, a Valàquia existia un moviment conservador contrari a la victòria de Cuza. Com que els conservadors tenien majoria a l'assemblea electoral, els unionistes van decidir reunir una multitud durant les sessions del 22 al 24 de gener de 1859. Més de 30.000 persones es van reunir a Dealul Mitropoliei, residents de Bucarest i els seus voltants que van venir en suport de Cuza i per mantenir la legislatura sota pressió. Intentant alliberar l'assemblea de la pressió popular, l'oficina del caimacam valaquià  va decidir traslladar dos batallons de tropes al mig de les masses al turó i utilitzar la força per dispersar-les. A causa de la pressió de les masses i el desig d'evitar un bany de sang, el general Barbu Vlădoianu es va veure obligat a ordenar que les seves tropes tornessin a la seva caserna. La nit del 23 de gener, els conservadors es van adonar que no podien dependre de l'exèrcit per mantenir la seva posició, de manera que l'endemà l'assemblea va votar per unanimitat a favor de la moció de Vasile Boerescu que Cuza fos proclamat príncep de Moldàvia i Valàquia.

## Llocs
La catedral patriarcal romanesa es troba al centre de la plaça del turó. La resta d'edificis se situen de la següent manera: a ponent, antigues cel·les monàstiques (chilii), transformades posteriorment en oficines del Patriarcat; al sud-est, el Palau Patriarcal; a llevant, la capella (paraclis) i l'antiga Cambra de Diputats; al nord, el campanar. Al vessant del turó hi ha cabines i s'hi venen objectes religiosos com espelmes de cera d'abella, llibres d'oracions i icones; el complex està custodiat per soldats de l'exèrcit romanès. Els dies de festa major com la Pasqua, denses multituds s'amunteguen al turó, una pràctica que no va disminuir fins i tot sota el règim comunista.

### Catedral Patriarcal Romanesa

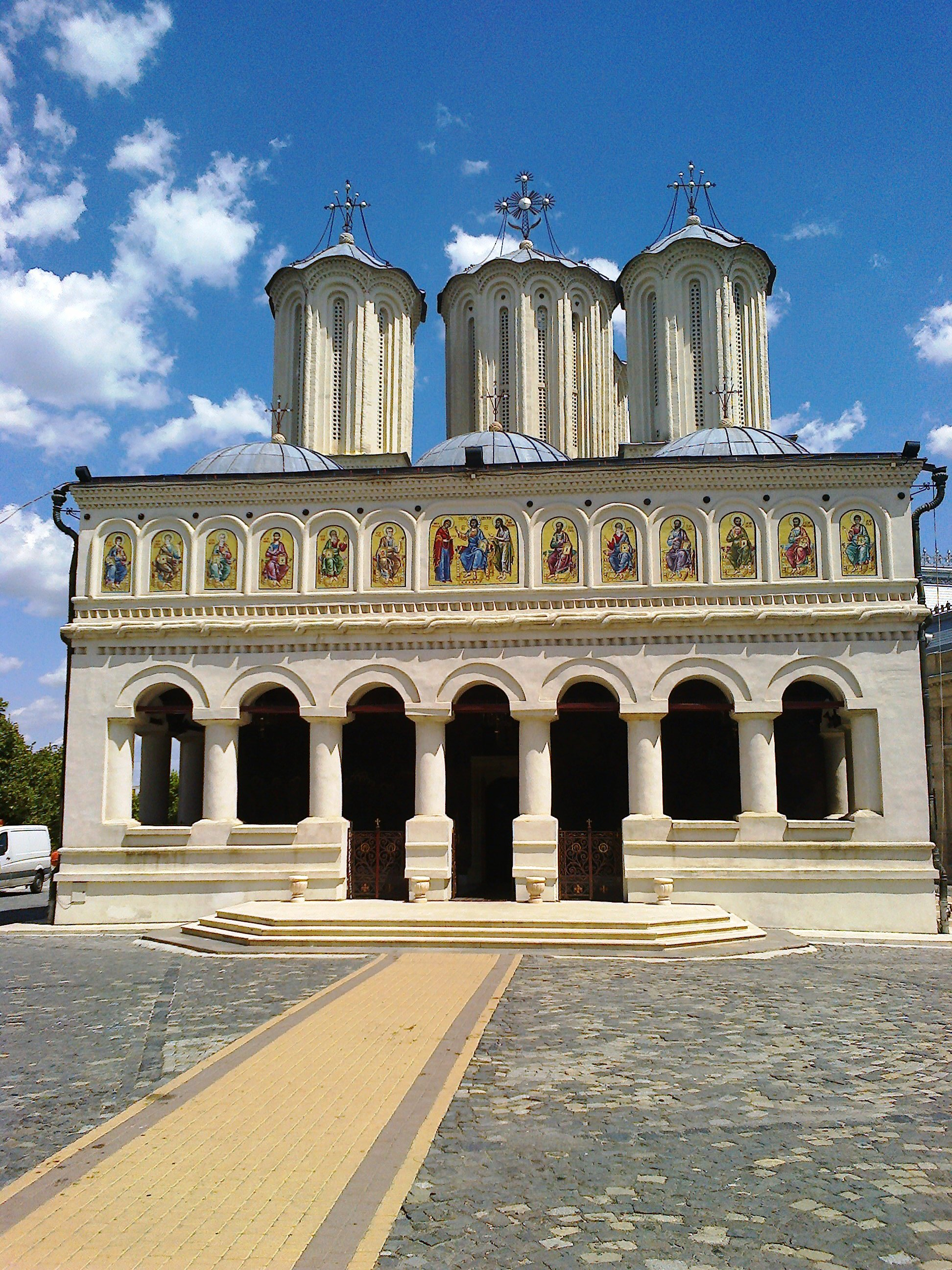
Catedral Patriarcal Romanesa

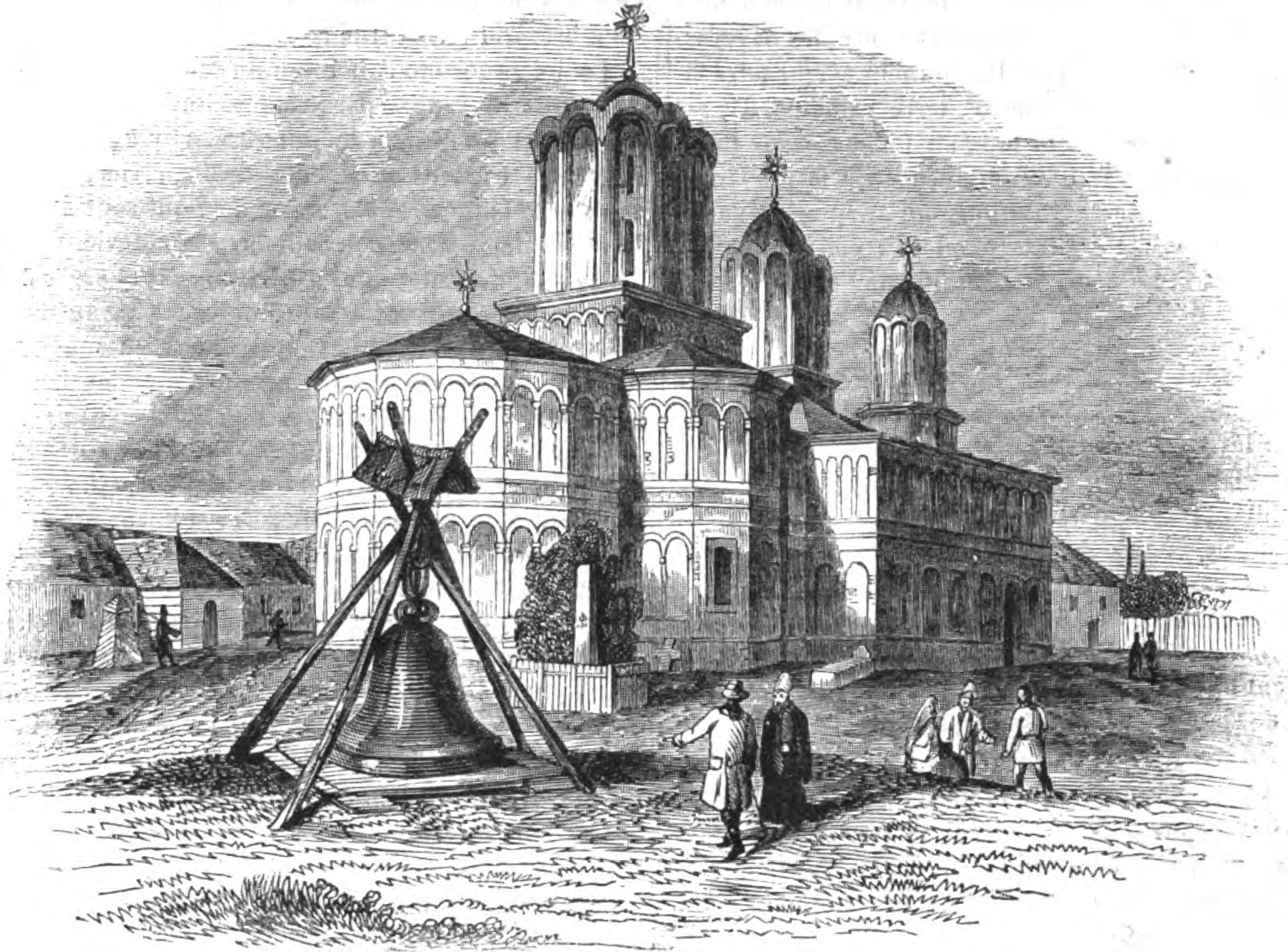
La catedral l'any 1837

La catedral, dedicada als sants Constantí i Helena, va ser construïda entre 1654 i 1658 per Constantin Șerban i la seva dona Bălașa, i consagrada sota Mihnea III el 1658. Poc després, l'església es va convertir en la catedral metropolitana de Valàquia. El 1925 el Metropolitanat va ser elevat al rang de Patriarcat.
Com és habitual a les esglésies d'aquella època i lloc, es desconeix el nom del constructor. Els oficials (dregători) eren logofăt Radu Dudescu i Gheorghe Sufariu.
A grans trets, l'edifici és una còpia de la catedral de Curtea de Argeş ; les cúpules s'assemblen a les de l'església de Neagoe Basarab. La catedral va ser restaurada en diverses ocasions (els anys 1792–99, 1834–39, 1850, 1886 i 1932–35), per la qual cosa l'edifici actual ja no es troba en la seva forma original, s'han fet diferents acabats i modificacions al llarg del temps. A l'interior hi ha les relíquies de sant Dimitrie Basarabov (Dimitrie el Nou), conservades en un taüt de plata, que havien estat portades de Bulgària el 13 de juliol de 1774.
Finalment, serà substituïda com a seu patriarcal per la Catedral de la Salvació del Poble.

### Capella del Palau Patriarcal
La capella és l'edifici més valuós de Dealul Mitropoliei. Construïda al segle XVII juntament amb el palau, la capella va ser reconstruïda l'any 1723. La seva dedicatòria es troba en una inscripció grega a l'interior, pintada sobre la porta. La inscripció, en versos del poeta Dimitrie Notara, és imprecisa: Nicolae Mavrocordat i el metropolità Daniil Topoloveanu (1719–1731) es presenten com els seus fundadors, quan en realitat van ser els seus restauradors.

### Campanar
Quan es va construir el campanar (clopotnița), el conjunt monàstic estava envoltat de muralles, els edificis estaven situats dins d'un pati delimitat per aquestes muralles. L'any 1698, Constantin Brâncoveanu va ordenar la construcció d'una porta d'entrada tradicional, és a dir, en forma de campanar. L'edifici va ser restaurat el 1956–58.
Va ser sota aquest campanar que Barbu Catargiu, el primer primer ministre de Romania, va ser assassinat a les cinc del vespre del 20 de juny de 1862. Havia arribat al turó per pronunciar un discurs davant l'Assemblea dels Diputats, en sessió al proper Palau de la Cambra dels Diputats.

### Palau Patriarcal

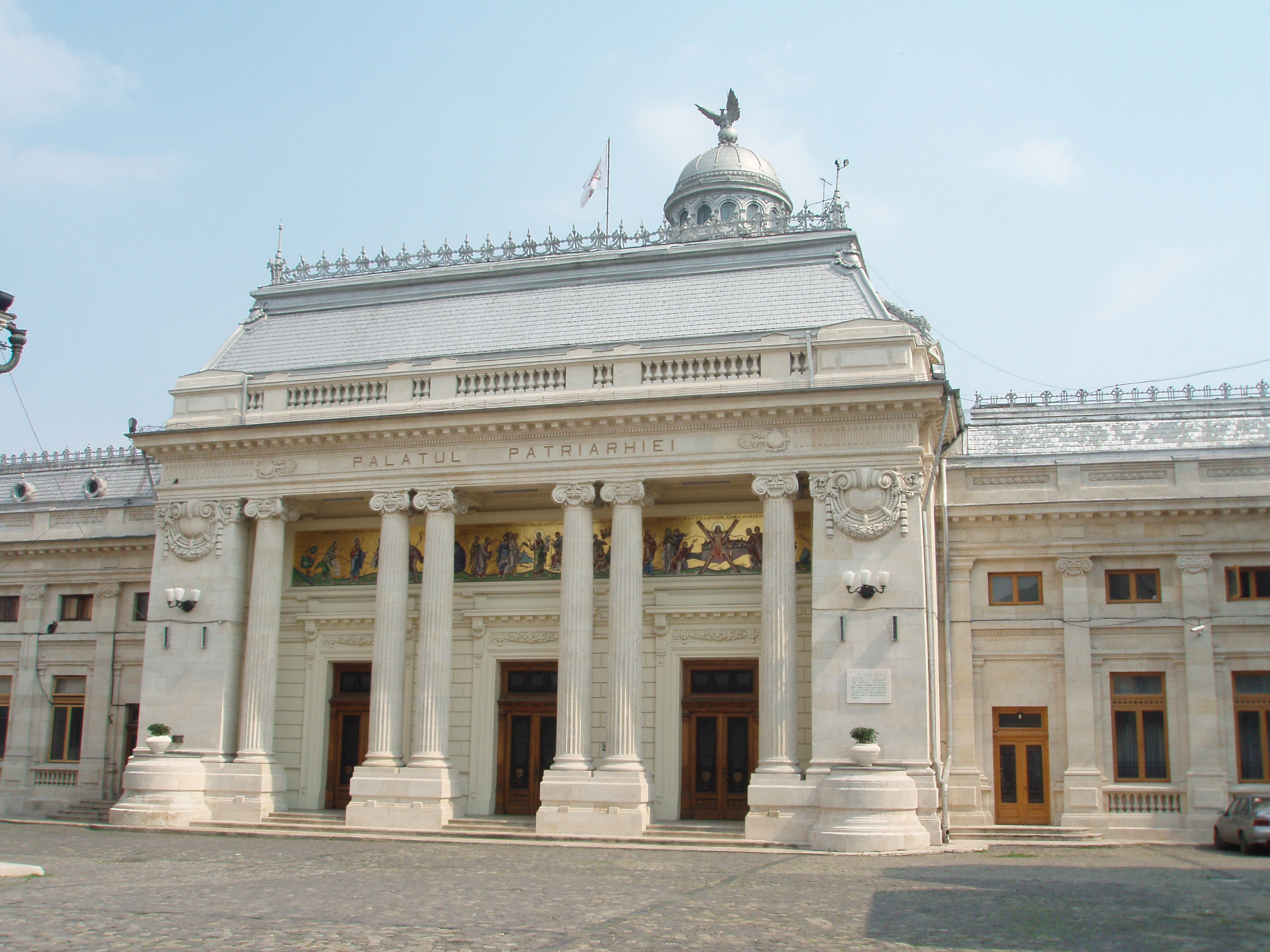
Palau de la Cambra de Diputats

L'edifici que avui és el Palau Patriarcal (Palatul Patriarhal) va ser construït sota Constantin Șerban i estava destinat a allotjar els starets del monestir. Després de 1688, quan Radu Leon va nomenar el monestir catedral metropolitana del país, l'antic palau va ser reconstruït; amb el temps, es va anar ampliant i s'hi van afegir noves ales. Entre 1932 i 1935 l'arquitecte Gheorghe Simotta va afegir una nova secció al palau, avui la seva zona principal, que inclou una gran sala del tron, cancelleries, l'apartament del Patriarca i diverses habitacions més.
A les parets del palau hi ha una sèrie de pintures que representen diverses escenes de la història del monestir, així com de la història de Romania. Les sales estan decorades amb pintures i escultures que representen diversos caps del Patriarcat. A l'interior, s'exhibeixen vestits i objectes costosos utilitzats en serveis religiosos en vidres.

### Palau de la Cambra de Diputats
El Palau va ser construït l'any 1907 d'acord amb els plànols de l'arquitecte Dimitrie Maimarolu, a l'emplaçament del divan príncep, ell mateix construït on hi havia un grup d'antics edificis monàstics. És d'estil neoclàssic, amb una façana de 80 metres, al centre de la qual hi ha un peristil amb sis columnes jòniques. A l'interior hi ha bustos de bronze i marbre, així com pintures, d'importants personatges polítics de la història de Romania. La biblioteca del palau conté més d'11.000 volums de debats parlamentaris, exemplars del Monitor Oficial i publicacions oficials similars, i més de 7.000 llibres.
L'edifici va acollir la Cambra dels Diputats fins al 1997, quan la cambra baixa del Parlament es va traslladar al Palau del Parlament. Des d'aquell any, el Patriarcat Romanès administra el palau.

## Monuments
l'estàtua d'Alexander John Cuza es va inaugurar el 20 de març de 2004, el 184è aniversari del naixement del subjecte. Ion Iliescu, president de Romania, va fer la inauguració en presència d'altres dignataris, entre ells el primer ministre Adrian Năstase i el patriarca Teoctist. Paul Vasilescu va ser l'escultor. Els funcionaris romanesos van considerar la col·locació de l'estàtua a Bucarest com la correcció d'un error històric, atès que la capital nacional de Romania no tenia una estàtua del primer governant modern del país. El patriarca Teoctist va assenyalar que la ubicació escollida no era aleatòria, sinó que estava relacionada amb el fet que va ser a Dealul Mitropoliei on Cuza va ser elegit príncep.
Fins al 1984, una estàtua de Barbu Catargiu es va alçar al turó on va ser assassinat, així com una estàtua del llop capitolí de 1931 a 1965.

### Rellotge de sol
El rellotge de sol (ceasornicul de soare) o canó de migdia (tunul meridian) estava situat al turó; es desconeix la seva posició exacta però es trobava als voltants del campanar. Col·locat a Dealul Mitropoliei el 1845, va funcionar fins a la Revolució Valàquia de 1848, quan va ser destruït per una població enfurismada, juntament amb el Regulamentul Orgànic, que va ser cremat.
El mecanisme del rellotge era bastant senzill però enginyós. Es va col·locar un rellotge de sol sobre un pedestal de marbre; el sistema es basava en lents i canó de canó. Aquests dos elements es van col·locar de manera que els raigs solars es focalitzen en la lent, després de la qual cosa l'energia solar resultant va entrar en contacte amb la pólvora del canó. L'explosió resultant es va sentir a tot Bucarest, alertant els habitants que era migdia. Avui només sobreviu la base, tot i que els plans de reconstrucció del rellotge es van fer de manera intermitent durant la resta del segle xix.